# Ferenc Bessenyei
Dans le nom hongrois Bessenyei, le nom de famille précède le prénom, mais cet article utilise l’ordre habituel en français Bessenyei, où le prénom précède le nom.
Ferenc Bessenyei, né le 10 février 1919 à Hódmezővásárhely et mort le 27 décembre 2004 à Lajosmizse, est un acteur et chanteur hongrois. Sa seconde épouse était l’actrice Hédi Váradi, dont il a divorcé.

## Filmographie partielle
- 1961 : Les cigognes s'envolent à l'aube (Alba Regia) de Mihály Szemes
- 1972 : Les Évasions célèbres, épisode Le Prince Rakoczi :  Szalontay